# Yaglou Point
Der Yaglou Point ist eine Landspitze, die den nördlichen Ausläufer von Belding Island im Archipel der Biscoe-Inseln vor der Westküste der Antarktischen Halbinsel bildet.
Luftaufnahmen, die zwischen 1956 und 1957 bei der Falkland Islands and Dependencies Aerial Survey Expedition entstanden, dienten ihrer Kartierung. Das UK Antarctic Place-Names Committee benannte sie 1960 nach dem US-amerikanischen Arbeitsphysiologen Constantin Yaglou (1897–1960), der die Auswirkungen klimatischer Veränderungen auf den menschlichen Körper untersucht hatte.